# D23 (Disney)
Pour les articles homonymes, voir D23.
D23, de son nom complet D23: The Official Disney Fan Club, est le fan club de la Walt Disney Company, mais il est surtout connu pour la convention bisannuelle tenue depuis 2009 lors de laquelle les différentes filiales de Disney présentent leurs nouveaux projets. Une publication trimestrielle est associée à ce club, le magazine Disney twenty-three
Le nom D23 est composé de la lettre D pour Disney et du nombre 23, en référence à l'année 1923, où Walt Disney fonde ce qui deviendra la Walt Disney Company.

## Histoire

Logo D23 utilisé de 2009 à 2023.

Le fan club D23 et la première convention ont été officialisés le 10 mars 2009 par Robert Iger lors de la réunion annuelle des actionnaires de la Walt Disney Company,,. Le nom D23 fait référence à l'initiale Disney et à 1923 l'année de création du Disney Brothers Studio qui est devenue la Walt Disney Company. Un stand D23 était présent au Comic-Con de San Diego fin juillet 2009 quelques semaines avant la première convention du 10 au 13 septembre 2009. Un autre club officiel a existé de 1965 à 2001 et s'appelait le Magic Kingdom Club, auquel était associé une publication nommée Disney News / Disney Magazine, publication prolongée jusqu'en 2005.
En mars 2010, D23 annonce que la convention sera désormais biennale et non annuelle mais avec une cérémonie Destination D durant l'année intercalaire.
En Février 2013, la Walt Disney Company Japan annonce la première convention asiatique avec D23 Expo Japan du 12 au 14 octobre 2013. En avril 2013, D23 et Turner Classic Movies s'associent pour le TCM Festival et avec une diffusion du film Blanche-Neige et les Sept Nains pour son 75e anniversaire et un spectacle présenté par Kirk Douglas incluant la version restaurée à partie des négatifs originaux de Vingt mille lieues sous les mers (1954).

## Les conventions

### 2009: The Ultimate Disney Fan Experience
La première convention D23 s'est tenue au Anaheim Convention Center à Anaheim du 10 au 13 septembre 2009. La convention proposait les stands suivants :
- Walt Disney Imagineering avec des maquettes et concepts art des futures attractions
- Responsabilité sociétale des entreprises avec un espace de photos et des expositions des actions en faveur des soldats à l'étranger et des sans abris
- Disney Consumer Products avec les objets vendus dans les prochaines années
- une boutique Disney Dream Store
- Walt Disney Archives avec des accessoires de films
- Collectors Forum, une bourse aux objets de collections

Différents événements étaient organisés dans des salles de spectacles comme la D23 Arena, le Stage 23, le Storytellers Theatre et le Walt Disney Studios Theatre. De nombreux projets ont été annoncés.
Pour les parcs et loisirs, le 12 septembre 2009, Disney annonce l'agrandissement du Fantasyland du Magic Kingdom (en Floride) et l'ouverture de Star Tours 2 en 2011 à Disneyland en Californie et aux Disney's Hollywood Studios de Floride. Le 11 septembre 2009, Disney Cruise Line annonce que le Disney Wonder effectuera en 2011 des croisières depuis Vancouver jusqu'en Alaska.
Pour le cinéma, Disney Studios a annoncé un remake de Yellow Submarine, le quatrième film de Pirates des Caraïbes (La Fontaine de jouvence), Les Muppets, le retour, Lutins d'élite, mission Noël, Raiponce, un remake de La Belle et la Bête (1991) et une série de films de Guillermo del Toro.
Plusieurs personnalités sont venues comme John Travolta, Nicolas Cage, Patricia Heaton, Kelsey Grammer, Tim Burton, Selena Gomez, Donny Osmond, Tom Bergeron, Kim Johnson, Betty White, Robin Williams, Joseph Fiennes, Johnny Depp (en Captain Jack Sparrow), Miley Cyrus, Honor Society, et les Muppets.

### 2011: The Ultimate Disney Fan Event
La seconde D23 Expo s'est déroulée au Anaheim Convention Center à Anaheim du 19 au 21 août 2011. Elle reprend l’agencement de la convention de 2009 mais en augmentant les surfaces de présentation nommée Show Floor avec des stands pour Disney Channel et Radio Disney, le "Collector's Forum", Walt Disney Studios, Disney Living, Disney Corporate Citizenship et Disney Interactive Media Group. Le stand "Treasures of the Walt Disney Archives" a été agrandi de 12 000 pieds carrés (1 115 m2). Un stand similaire à celui de Walt Disney Imagineering en 2009, nommé Carousel of Projects était tenu par Walt Disney Parks and Resorts et présenté les projets de parcs et d'attractions
La convention comportait plusieurs lieux de vente, la Dream Store comme dans l'édition de 2009 spécialisé dans les produits de la convention, Mickey's of Glendale pour Walt Disney Imagineering, la Treasure Trove pour Walt Disney Archives, A Small World Village et une Disney Store dans le stand Disney Living. Le Collectors Forum proposait une bourse aux objets de collections ainsi que des lieux de rencontre avec des sites de fans comme le Disneyana Fan Club, Mouse Planet, et Mice Chat.
Plusieurs événements ont été présenté dans les différents salles de congrès, la D23 Arena, Stage 23 et Stage 28 mais aussi une cérémonie "Tapis Rouge" au Talent Round-Up, Storytellers Stage du stand Disney Living et à la scène du stand de Disney Channel/Radio Disney. Disney Channel a permis aux visiteurs de voir Coco Jones, China Anne McClain, un extrait de l'émission The Next BIG Thing, une démonstration de karaté par Leo Howard et de rencontrer les acteurs de Bonne chance Charlie, Jake et les Pirates du Pays imaginaire, Lemonade Mouth, Sketches à gogo !, Phinéas et Ferb, Tatami Academy, Ça bulle !, Section Genius, Manny et ses outils, Agent Spécial Oso, Paire de rois et Shake it Up.
La salle Stage 23 a accueilli plusieurs présentations des projets de Walt Disney Studios et ABC Studios dont Avengers, Rebelle, Les Muppets, le retour, Monstres Academy, la série Once Upon a Time et Lutins d'élite, mission Noël: Naughty vs. Nice ainsi que le 25e anniversaire de Pixar.
La salle Stage 28 accueillait les présentations de Walt Disney Imagineering dont les annonces de Disney Cruise Line, Cars Land et Buena Vista Street au parc Disney California Adventure, les attractions Star Tours: The Adventures Continue et The Little Mermaid: Ariel's Undersea Adventure, ainsi que des photos et vidéos d'archives de Disneyland et Walt Disney World Resort,,
La D23 Arena a accueilli les événements majeurs de la convention comme la cérémonie des Disney Legends ayant été décerné à Jodi Benson, Barton Boyd, Jim Henson, Linda Larkin, Paige O'Hara, Regis Philbin, Anika Noni Rose, Lea Salonga, Ray Watson, Guy Williams ainsi que Jack et Bonita Wrather

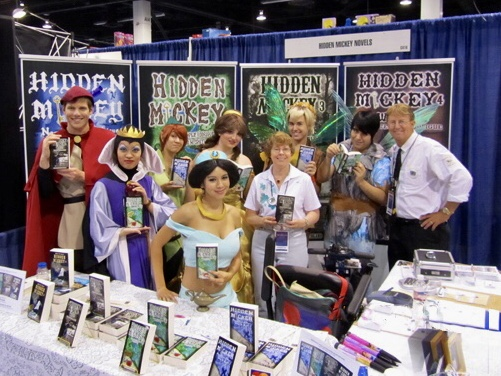
Le stand Hidden Mickey destiné aux collectionneurs.
Prototype du wagon de l’attraction Seven Dwarfs Mine Train
Décors du film Les 101 Dalmatiens (1996)
Borne d'arcade du film Les Mondes de Ralph

### 2013
La troisième édition du D23 s'est déroulé du 9 au 11 août 2013 au Anaheim Convention Center. Walt Disney Studios a présenté des extraits et des éléments de productions des films Dans l'ombre de Mary, Maléfique, Opération Muppets, À la poursuite de demain et Thor : Le Monde des ténèbres ainsi que les films d'animation Le Voyage d'Arlo, La Reine des neiges, Party Central et À cheval !,.
Lucasfilm a pour la première fois participé à la convention avec Crash Course in the Force: "Star Wars" Saga 101 présenté par Pablo Hidalgo,.
Walt Disney Parks and Resorts a présenté les projets Avatar Land, Disney Springs, Shanghai Disneyland, des attractions Star Wars et les animations Marvel’s Avengers Academy à bord du navire Disney Magic,
D23 Expo Japan
Une convention s'est aussi tenue au Japon au sein du Tokyo Disney Resort du 12 au 14 octobre 2013 afin de célébrer plusieurs anniversaires : 90 ans de la Walt Disney Company, 30 ans du Tokyo Disney Resort, 10 ans de Disney Channel, 5 ans de Disney Mobile, 5 ans de la carte Disney-JCB et premier anniversaire de DLife

### 2015
Le 14 août 2015, Pixar annonce plusieurs films dont Le Monde de Dory, Toy Story 4 et le court métrage Coco,,,. Disney Animation annonce plusieurs films dont Vaiana : La Légende du bout du monde et Gigantic,,,,,,. John Lasseter confirme la présence d'une romance dans Toy Story 4 entre Woody et Bo Peep, une poupée chantante,,.
Le 15 août 2015, Disney Parks annonce deux lands de 14 acres (56 656 m2) chacun consacrés à Star Wars à Disneyland en Californie et à Disney's Hollywood Studios en Floride,,,,. Walt Disney Pictures présente un extrait de La Belle et la Bête (2017) avec Emma Watson. La promotion 2015 des Disney Legends a été dévoilée : Eyvind Earle, George Lucas, Johnny Depp, Susan Lucci, George Bodenheimer, Andreas Deja, Danny Elfman, Julie Reihm Casaletto et Carson Van Osten
Le 17 août 2015, Disney Interactive et Gameloft annoncent Disney Magic Kingdoms un jeu de construction de parcs d'attractions utilisant celles de Disney,.
Le 19 août 2015, Disney Interactive et Electronic Arts confirment Star Wars Battlefront et des personnages Star Wars dans Disney Infinity 3.0. Le 20 août 2015, Disney et Ubisoft annoncent le contenu et la sortie pour Noël du jeu Just Dance: Disney Party 2 présenté lors du D23.

### 2017
Le 28 mars 2016, Disney annonce les dates du D23 2017, du 14 au 16 juillet 2017 au Anaheim Convention Center. Des extraits du film Le Livre de la jungle (2016) de Jon Favreau ont été présenté devant 7 800 personnes.
Le 14 juillet 2017, Pixar Animation Studios et Walt Disney Animation Studios ont présenté des extraits de Les Mondes de Ralph 2, Les Indestructibles 2, La Reine des neiges 2, Toy Story 4 et Coco. Disneytoon a annoncé un film sur des avions subspaciaux que Marvel Studios a présenté Avengers: Infinity War. Walt Disney Pictures a présenté des extraits du remake du Roi Lion de Jon Favreau, Aladdin de Guy Ritchie, Dumbo de Tim Burton, Mary Poppins Returns et A Wrinckle of Time.
Le 15 juillet 2017, Walt Disney Parks and Resorts fait les annonces suivantes, :
- l'attraction Tron Lightcycle Power Run déjà existante à Shanghai Disneyland sera construite au Magic Kingdom derrière Tomorrowland Indy Speedway et Space Mountain
- un théâtre réplique du Willis Wood Theater de Kansas City sera construit dans Main Street, USA au Magic Kingdom
- l'attraction Ratatouille sera construite dans le pavillon France d'Epcot déjà existante au parc Walt Disney Studios
- l'attraction Universe of Energy à Epcot sera remplacée par une attraction les Gardiens de la Galaxie
- un restaurant sera construit à côté de Mission : Space à Epcot
- Le projet Star Wars Land a pour nom officiel Star Wars: Galaxy's Edge et une maquette reproduit la future zone en détail[57]
- la zone Toy Story Land ouvrira à l'été 2018
- l'attraction The Great Movie Ride aux Disney's Hollywood Studios sera remplacée par un parcours sur Mickey Mouse nommé Mickey and Minnie’s Runaway Railway
- Un téléphérique nommé Disney Skyliner sera construit à Walt Disney World pour relier les parcs Epcot et Disney'Hollywood Studios et les hôtels au sud de la propriété.
- un 15e Disney Vacation Club nommé Disney Riviera Resort à proximité du Disney's Caribbean Beach Resort
- Un hôtel thématisé Star Wars sera construit à Walt Disney World[57]
- Un système de véhicule avec chauffeur aux couleurs de Minnie Mouse sera proposé dans Walt Disney World, basé sur une Honda Odyssey aux couleurs de Minnie Mouse[58]
- Disney Cruise Line construira non pas deux mais trois navires entre 2021 et 2023[59]
- des attractions Spider-Man et Avengers seront présentées au parc Disney California Adventure
- la zone Paradise Pier du Disney California Adventure sera rethématisée Pixar Pier
- Le Disney's Hotel New York aura une thématisation et une exposition sur les Avengers et l'Univers cinématographique Marvel

### 2018: Destination D
Le 17 novembre 2018, Walt Disney Parks and Resorts organise une présentation des projets en cours menée par Bob Chapek. Les principales annoncent concernent Walt Disney World :
- John Williams a composé des musiques pour l'ambiance des zones Star Wars: Galaxy's Edge[61],[62]
- le nom de l'attraction Ratatouille prévue dans le pavillon français à Epcot, Remy's Ratatouille Adventure[63],[60]
- une attraction de type montagne russe pour remplacer Universe of Energy à Epcot sur le thème des Gardiens de la Galaxie[64]
- le nom du projet d'hôtel sur la nature en bord du Bay Lake, le Reflections: A Disney Lakeside Lodge[60],[65]
- d'autres annonces comme un nouveau film pour l'attraction O Canada!, un nouveau spectacle nocturne pour remplacer IllumiNations à Epcot en 2020 et un nommé Wonderful World of Animation aux Disney's Hollywood Studios[60]

### 2019 D23 Expo
Le 27 mars 2018, Disney annonce les dates et détails de la convention D23 de 2018, prévue du 23 au 25 août au Anaheim Convention Center.
Le 23 août 2019, Walt Disney Studios présente ses projets pour le cinéma et la télévision :
- pour Lucasfilm
  - Star Wars, épisode IX : L'Ascension de Skywalker une affiche du film avec une ombre de l'empereur Palpatine en arrière plan, un extrait avec Rey tenant un sabre laser double, Keri Russell tient le rôle de Zorri Bliss
- Marvel Studios
  - la distribution du film Les Éternels de Marvel Studios prévu pour novembre 2020 comprend Kit Harington dans le rôle de Dane Whitman et Gemma Chan dans celui de Sersi
  - un extrait allongé par rapport à celui présenté au Comic-Con de Black Widow
  - Black Panther 2 prévu pour le 6 mai 2022
- Pixar Animation Studios
  - En avant (Onward) et Soul
- Walt Disney Pictures
  - Jungle Cruise avec Dwayne Johnson
  - Maléfique : Le Pouvoir du mal avec Angelina Jolie, Elle Fanning, Michelle Pfeiffer
  - Mulan
  - Cruella, remake de Les 101 Dalmatiens (1961) et Les 101 Dalmatiens (1996) avec Emma Stone et Emma Thompson dans le Londres des années 1970, plus punk et rock
- Walt Disney Animation Studios
  - Raya et le Dernier Dragon

Le 24 août 2019, le service de vidéo Disney+ annonce:
- le remake La Belle et le Clochard, The Mandalorian, Noëlle, Encore! et The World According to Jeff Goldblum.
- High School Musical: The Musical: The Series, remake de la série High School Musical
- la série d'animationMonsters at Work dérivée de Monstres et Cie
- trois nouvelles séries Marvel Television mettant en scène Miss Marvel", "Moon Knight" et "She-Hulk[69],[70].
- une série sur Obi-Wan Kenobi avec Ewan McGregor
- Muppets Now, nouvelle série du Muppet Show
- une nouvelle série Lizzie McGuire avec Hilary Duff plus âgée

Le 24 août 2019, Disney Consumer Products annonce un partenariat pour 25 espaces  Disney Store au sein de magasins Target ainsi qu'un espace consacré à Disney sur le site en ligne
Le 24 août 2019, Walt Disney Parks and Resorts annonce
- une nouvelle application Disney Genie pour les parcs d'attractions américains
- pour Disneyland Resort
  - au parc Disneyland une parade Magic Happens pour le printemps 2020, Mickey & Minnie's Runaway Railway dans une reproduction du El Capitan dans Mickey's Toontown
  - à Disney California Adventure, la zone Marvel s’appellera Avengers Campus et comprendra une attraction Spider-Man et une autre nommée Pym Particles Test Kitchen. Dans une seconde phase une attraction avec des queenjets est prévue
- pour Hong Kong Disneyland Resort
  - le nouveau château nommé Castle of Magical Dreams s'inspirera de 13 princesses Disney
  - la section sur La Reine des neiges comprendra une montagne russe nommée Wandering Oakens Sliding Sleigh
- pour Walt Disney World Resort
  - Pour Disney Springs, le Cirque du Soleil proposera un nouveau spectacle en mars 2020
  - Pour Epcot
    - la zone future World sera redécoupée en 3 zones : Discovery World (partie est), Celebration World (centre) et Nature World (partie ouest)
    - le Communicore West sera détruit pour faire place à un espace boisé, une fontaine et un pavillon de spectacle
    - une statue de Walt Disney sera présente dans un espace nommé Dreamer’s Point à la sortie de l'attraction Spaceship Earth qui doit être rénovée.
    - le nom de l'attraction sur les Gardiens de la Galaxie sera Guardians of the Galaxy Cosmic Rewin
    - le restaurant Space 220 (pour 220 km d'altitude) doit prendre place à côté de Mission : Space pour l'hiver 2019
    - une attraction nommée The Journey of Water sur Vaiana : La Légende du bout du monde doit être construite devant The Seas with Nemo & Friends Pavilion
    - une crêperie et une réplique de Ratatouille : L'Aventure totalement toquée de Rémy sont prévues dans le pavillon France
    - une attraction sur Mary Poppins est prévue dans le pavillon Royaume-Uni avec la Cherry Tree Lane
    - le spectacle nocturne sera intitulé Harmonious

  - l'hôtel sur Star Wars sera nommé Star Wars: Galactic Starcruiser
- à Disneyland Paris
  - au Parc Walt Disney Studios, la zone Marvel s’appellera Avengers Campus et comprendra une attraction Spider-Man et une autre nommée Pym Particles Test Kitchen.
  - les chambres du Disney's Hotel New York seront sur les super-héros
- le cinquième navire de Disney Cruise Line sera nommé Disney Wish avec comme emblème Raiponce sur la poupe, prévu pour janvier 2022